# Verbascum smyrnaeum
Verbascum smyrnaeum är en flenörtsväxtart som beskrevs av Pierre Edmond Boissier. Verbascum smyrnaeum ingår i släktet kungsljus, och familjen flenörtsväxter. Inga underarter finns listade i Catalogue of Life.